# Liberation Day (2025)
Pour les articles homonymes, voir Jour de la libération.

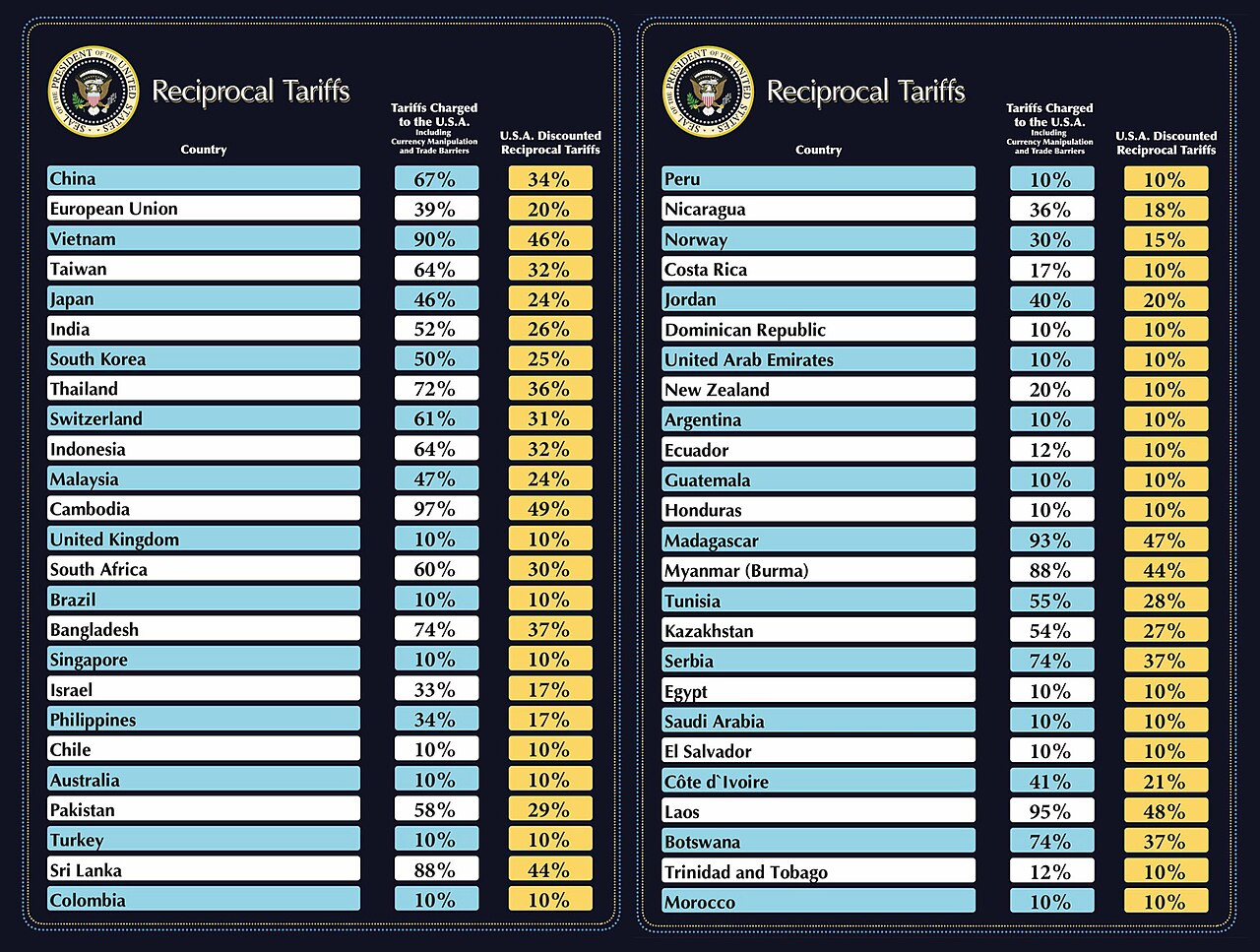
Principaux droits de douane annoncés le 2 avril 2025. Les taux ont fortement changé au cours des mois suivants.

Le Liberation Day (français : jour de la libération) est l'annonce d'une nouvelle politique commerciale menée par le président des États-Unis Donald Trump à la suite de son « discours de libération » du mercredi 2 avril 2025.
Durant un discours devant la Maison Blanche, Donald Trump montre un vaste tableau indiquant la mise en place d'importants droits de douane sur une vaste partie des pays du monde. Ces droits de douane s'inscrivent alors dans la continuité de sa politique America First, une politique nationaliste et protectionniste,.
Les droits de douane, touchant autant les pays alliés que les adversaires des États-Unis, entraînent une profonde crise diplomatique entre la République populaire de Chine et les États-Unis. Ravivant la guerre commerciale sino-américaine, la hausse soudaine des droits de douane déclenche un krach boursier mondial.

## Origine

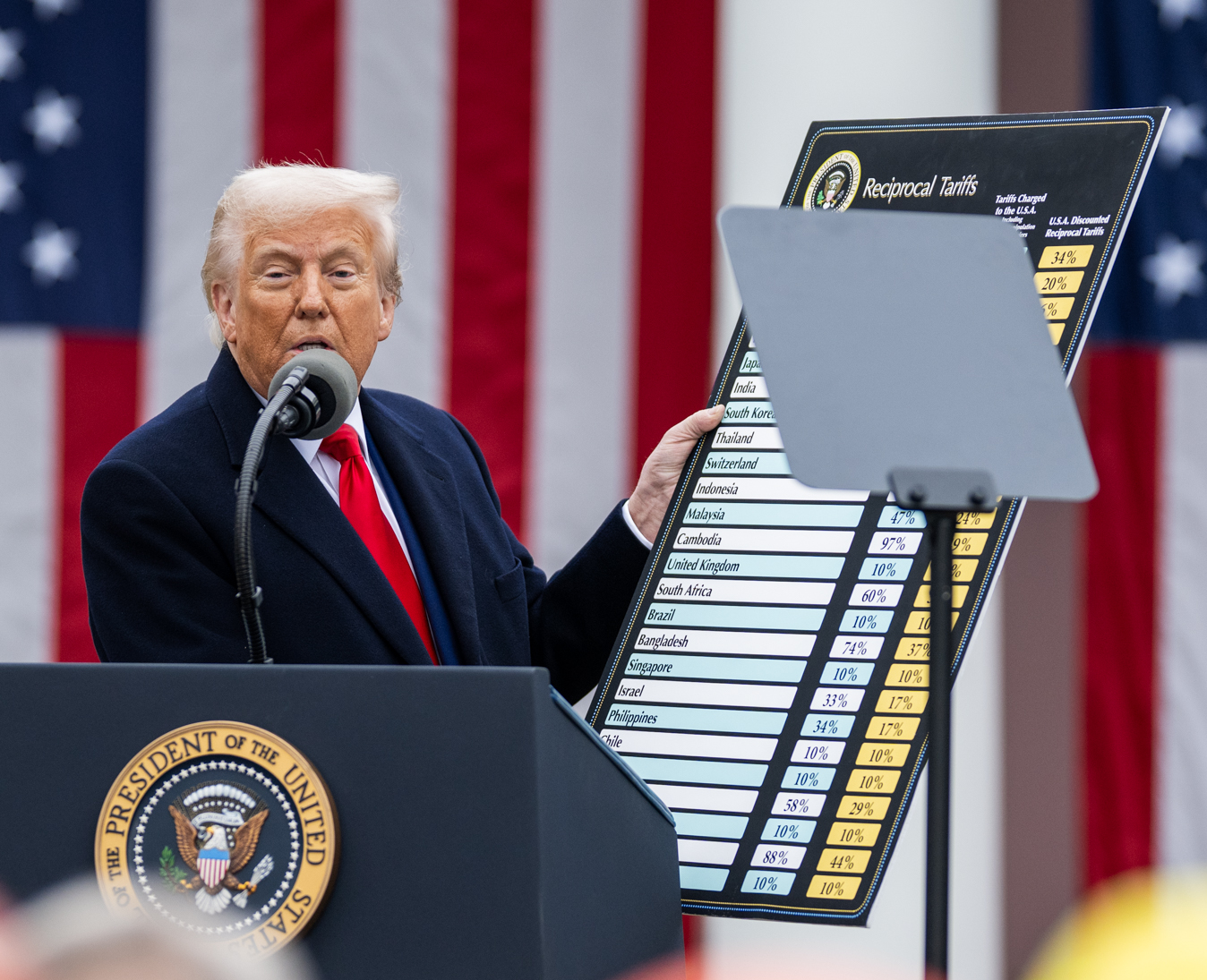
Trump lors de sa déclaration le 2 avril 2025.

Avant l'annonce du « Jour de la libération », Donald Trump avait mis en œuvre plusieurs politiques tarifaires depuis son entrée en fonction en janvier 2025. Il s'agit notamment de droits de douane sur les importations d'acier et d'aluminium, ainsi que de droits de douane visant des pays spécifiques tels que la Chine, le Canada et le Mexique. L'administration avait également annoncé des droits de douane de 25 % sur les automobiles et les pièces détachées importées, qui devaient entrer en vigueur le 3 avril 2025 à minuit. Ces mesures précédentes avaient déjà porté le taux moyen des droits de douane américains à environ 12 %, soit le niveau le plus élevé depuis la Seconde Guerre mondiale, selon Deutsche Bank Research,.

## Contenu
L'Executive Order 14257 est signé par Donald Trump le 2 avril. Il applique ou prévoit des droits de douane aux pays suivants (non exhaustif) : 
- Vietnam : 46% ;
- Chine : 34% (en plus des 20% déjà existants) ;
- Taiwan : 32% ;
- Pakistan : 29% ;
- Inde : 26% ;
- Corée du sud : 25% ;
- Japon : 24% ;
- Union européenne : 20%.

Plus largement, les droits de douane s'appliquent ou visent à la plupart des pays du monde. Même de pays alliés tels qu'Israel ou le Royaume-Uni sont taxés respectivement à 17 et 10%. La Russie et la Corée du Nord ne recoivent aucun droit de douane.

## Conséquences et réactions

### Diplomatie
Le discours du 2 avril déclenche une avalanche de réactions diplomatiques. La large majorité des pays sanctionnés expriment des regrets quant-à ce choix. Ainsi, le Japon exprime une grave déception, l'Espagne parle d'une "attaque commerciale"et le Vietnam qualifie les taxes "d'injuste". L'Union européenne se dit "prête à répondre" et la Chine déclare que ce genre de politiques "ne mène nulle part".

### Crise des marchés
Les droits de douane fragilisent les échanges commerciaux et bousculent les marchés financiers. Commence dès le lendemain un krach boursier mondial. Après la fermeture de la bourse le week-end, le lundi 7 avril a donné naissance à un lundi noir.

#### En Europe
En France, le CAC40 a clôturé le 8 avril 2025 en forte baisse, de 4,82%. Il s’agit du plus fort recul depuis le covid et de la pire séance depuis mars 2022. Au 9 avril, l’indice français avait perdu près de 12%. En Italie, le FTSE MIB a reculé de 5,18%, et l’Ibex 35 espagnol de 5,21%. Toujours le 8 avril, le Dax allemand a reculé de 4,26%, et le FTSE 100 britannique de 4,38%. En Suisse, la Bourse a reculé de 5,18%.
Dans l'ensemble, les bourses européennes ont dévissées.

#### En Asie
La Bourse de Hongkong a clôturé lundi 9 avril 2025 en baisse de 13,22%, sa plus forte chute depuis la crise boursière asiatique de 1997. En Chine continentale, la Bourse de Shanghai a lâché 7,34%, signant sa pire séance depuis mars 2020, et Shenzhen a dégringolé de 9,66%, sa plus forte chute depuis 1996. La Bourse de Taïwan a quant à elle clôturé en baisse de 9,7%, sa plus forte chute jamais enregistrée. Séoul a terminé en baisse de 5,57% et Sydney de 4,2%. Tokyo termine la journée du 9 avril à une baisse de 7,83%.
Les différentes bourses d'Asie ont connues, entre le 2 et le 9 avril, le plus fort recul depuis la crise asiatique de 1997.

#### Aux États-Unis
Les États-Unis connaissent une chute plus faible lors du lundi noir du 7 avril. Les jeudi et vendredi de la semaine précédente, la bourse de Wall Street avait déjà perdu 6000 milliards de dollars. Le 7 avril, Wall Street a terminé sans direction claire, avec le Dow Jones à -0,91%, le Nasdaq à 0,10% et S&P 500 à -0,23%. Le lendemain, la bourse est repartie à la hausse pendant un cours instant avant de continuer de baisser. La veille de l'ouverture du 7 avril, Donald Trump adressa un message à la population : "Ne soyez pas faibles ! Ne soyez pas stupides ! (...) Soyez forts, courageux et patients et la GRANDEUR sera au rendez-vous".

### Hausse des tensions avec la Chine
La république populaire de Chine et son président Xi Jinping répondent aux droits de douane avec des fortes critiques. Déjà taxés à 20%, les 34% supplémentaires alourdissent les échanges sino-américains au dépend de Beijing. En réponse, la Chine augmente, le 8 avril, ses droits de douane à hauteur de 34% contre les États-Unis. S'engageant dans l'escalade, le gouvernement américain monte de nouveau ses droits de douane à 104% le 9 avril. La Chine remonte les siens quelques heures après à hauteur de 84%. Afin de donner plus de poids à ses sanctions, la Chine restreint les exportations de terres rares, des minerais cruciaux dans la fabrication de composants électroniques. En conséquences, l'instabilité des bourses se poursuit. Les monnaies mondiales baissent, le Yuan et le Dollar perdent plus de 1% chacune.
Quelques jours après l'annonce des droits de douane et la chute des marchés financiers, le premier ministre chinois Li Qiang a téléphoné la présidente de la commission européenne Ursula Vander Leyen. Les deux pouvoirs ont déclaré qu'ils souhaitaient explorer l'idée d'accords commerciaux sino-européens pour contenir la crise économique causée par la chute des échanges avec les Etats-Unis. Dans le cadre d'une réponse commune, la Chine, le Japon et la Corée ont déclaré prendre des mesures coordonnées pour renforcer leurs échanges afin de pallier la perte du marché américain. Cette décision fut une surprise compte tenu des tensions entre les trois puissances.

## Suspension
Le 28 mai 2025, un jugement du Tribunal de commerce international des États-Unis dénie au président des États-Unis le pouvoir constitutionnel d'imposer seul les sanctions douanières prévues par l’International Emergency Economic Powers Act (IEEPA) de 1977 et annule les droits de douane du Liberation Day contestés par cinq entreprises plaignantes et par douze États fédérés. Le gouvernement américain déclare aussitôt faire appel de cette décision.